# 펠 수

영국의 수학자 존 펠(John Pell)의 이름에서 명명되는 펠 수열 또는 펠 시퀸스(Pell Sequece)는 펠 방정식 또는 {\displaystyle {\sqrt {2}}}의 근사 값을 구하는 과정에서 출현하는 수학 상수 펠 수를 분모로 갖는 분수의 순서있는 나열이다.
펠 수열(Pell Sequence)은 펠 방정식
{\displaystyle x^{2}-2y^{2}=\pm 1}
을 만족하는 해의 순서있는 나열이다.
따라서, 펠 방정식의 보다 더 큰 해의 정보는 {\displaystyle {\sqrt {2}}}의 값에 보다 접근하게 된다.

## 펠 수열 생성 수식
펠 수열(Pell sequence)은 펠 방정식의 해들의 순서있는 나열이며 다음과 같다,
펠 방정식 {\displaystyle x^{2}-2y^{2}=\pm 1}에서 {\displaystyle {x \over y}}이다.
{\displaystyle {\frac {1}{1}},{\frac {3}{2}},{\frac {7}{5}},{\frac {17}{12}},{\frac {41}{29}},{\frac {99}{70}},\cdots ,{577 \over 408},\cdots ,{665857 \over 470832},\cdots ,{886731088897 \over 627013566048},\cdots }
또한
{\displaystyle x_{n}={\frac {\left(1+{\sqrt {2}}\right)^{n}+\left(1-{\sqrt {2}}\right)^{n}}{2}}}
{\displaystyle y_{n}={{\left(1+{\sqrt {2}}\right)^{n}-\left(1-{\sqrt {2}}\right)^{n}} \over {2{\sqrt {2}}}}}

또한
{\displaystyle x_{n}={{\left(1+{\sqrt {2}}\right)^{n}+\left(1-{\sqrt {2}}\right)^{n}} \over {2}}={{\left(1+{\sqrt {2}}\right)^{n}} \over {2}}+{{\left(1-{\sqrt {2}}\right)^{n}} \over {2}}=\left({{1+{\sqrt {2}}} \over {2^{{1} \over {n}}}}\right)^{n}+\left({{1-{\sqrt {2}}} \over {2^{{1} \over {n}}}}\right)^{n}}
{\displaystyle \left({{1+{\sqrt {2}}} \over {2^{{1} \over {n}}}}\right)=\alpha }를 예약하면,
{\displaystyle \quad =\alpha ^{n}+(-\alpha )^{-n}=\left({{1+{\sqrt {2}}} \over {2^{{1} \over {n}}}}\right)^{n}+\left({{1-{\sqrt {2}}} \over {2^{{1} \over {n}}}}\right)^{n}}
{\displaystyle \alpha ^{n}+(1-\alpha )^{n}=L_{n}}
이렇게 루카스 시퀸스(루카스 수열)와 연관된다.

## 펠 수
펠 수는 펠 방정식의 해 {\displaystyle {x \over y}}에서, 분모인 {\displaystyle {y}}이다.
{\displaystyle 1,2,5,{12},{29},{70},\dots }

## 약한 펠 수열 생성함수
펠 수열은 {\displaystyle {\sqrt {2}}}의 근사 값을 구하는 과정에서 빠르게 나타나는 수열이기도 하다.
이것은 근삿값을 구하는 방법인 바빌로니아 법으로부터 찾아져지는 분수들이다.
따라서 바빌로니아 법 같은 근삿값을 구하는 함수는 {\displaystyle {\sqrt {2}}}에 대해서 펠 수열을 구하는 생성함수가 될 수 있다.
다음은 근삿값을 구하는 바빌로니아 법
{\displaystyle {\sqrt {2}}} 는
{\displaystyle \lim _{n\to \infty }x_{n}={\sqrt {a}}}에서,
{\displaystyle a=2} 이고,
{\displaystyle x_{n+1}={\frac {1}{2}}\left(x_{n}+{\frac {a}{x_{n}}}\right)}에 대입하여 ,
위의 과정을 반복해보면,

아래는 위의 방법에 따라 {\displaystyle \color {Blue}{\sqrt {2}}}의 근삿값을 구한 것으로 펠 수열의 일부가 된다.
{\displaystyle {\begin{aligned}x_{0}&=&1&\\x_{1}&=&3&/2\\x_{2}&=&17&/12\\x_{3}&=&577&/408\\x_{4}&=&665857&/470832\\x_{5}&=&886731088897&/627013566048\\\vdots &&\vdots &\\\end{aligned}}}
따라서
{\displaystyle {1 \over 1},{3 \over 2},{17 \over 12},{577 \over 408},{665857 \over 470832},{886731088897 \over 627013566048},\cdots }

## 같이 보기
- 백은비
- 펠 방정식
- 디오판토스 방정식

## 참고
- 매스월드
- OEIS